# مانفريد هومبرغ
مانفريد هومبرغ (بالألمانية: Manfred Homberg)‏ (15 يوليو 1933 – 12 أغسطس 2010) هو ملاكم ألماني راحل، مثّل بلاده في الألعاب الأولمبية الصيفية 1960.

## روابط خارجية
مانفريد هومبرغ على موقع أوليمبيديا (الإنجليزية)